# Mazsihisz Szeretetkórház
A Mazsihisz Szeretetkórház, a közbeszédben néhol Amerikai úti Szeretetkórház, korábbi nevén A Pesti Chevra Kadisa Menedékháza és Felnőtt Vakok Otthona egy zsidó vallási kezelésben lévő régi budapesti egészségügyi intézmény.

## Története
A 19. század második felében meggazdagodó magyarországi zsidóság a századfordulón számos vallási és világi épületet emeltetett Budapest területén. Ennek egyike volt a temetkezési és jótékonykodási ügyekkel foglalkozó Pesti Chevra Kadisa („Szentegylet”) Menedékháza és Felnőtt Vakok Otthona. Az épület tervezésére a zsidó származású és már több zsidó épületet, síremléket megtervező Lajta Bélát kérték fel 1912-ben. Az építkezés 1913-ban meg is indult a Budapest XIV. kerülete Amerikai út 53-55. szám alatt, azonban az első világháború miatt elhúzódott, és csak Lajta 1920-as halála után, 1925-re készült el. Azaz az 1931-ben befejezett Pesti Izraelita Hitközség Alapítványi Főgimnáziuma (ma: ELTE Radnóti Miklós Gyakorlóiskola) mellett Lajta legkésőbbi épületének tekinthető.
Lajta egyszerű, fehérre festett falú épületeket tervezett, amelyet minimális mértékben növényi alakok, és az alapítás dátuma díszítenek. Az épület alsó része terméskő borítást kapott.
- korabeli fénykép a Felnőtt Vakok Otthonáról
- korabeli fénykép a Menedékházról

A második világháború után a létesítmény vakok intézetét államosították, a menedékházi részt viszont meghagyták a zsidóság kezelésében. Az államosított részbe az Uzsoki Utcai Kórház Tüdő és Ideg osztálya költözött be, és mintegy 40 éven keresztül itt is működött. A magyarországi rendszerváltás után, 1993-ban kapta vissza a zsidóság a ezt a részt az egyházi javak visszaadására hozott törvény alapján.
A kórház napjainkban is működik, és honlapja szerint Közép-Európa egyetlen zsidó kórháza. Elsősorban zsidó vallású emberek, különösen holokauszt túlélők ellátását végzi, de más felekezetekhez tartozók számára is rendelkezésre áll.

### Szomszédos épület
Érdekesség, hogy az épület szomszédságában az 1911-ben épült Chevra Kadisa gyógyíthatatlan betegek otthona (ma: Idegsebészeti és Neurointervenciós Klinika), amelyet szintén Lajta Béla tervezett. Ennek építészeti stílusa azonban a Szeretetkórházétól eltér, a népies szecesszió hatása figyelhető meg rajta.

## Egyéb irodalom, elektronikus hivatkozás
- Vámos Ferenc: Lajta Béla, Akadémiai Kiadó, Budapest, 1970
- Gerle János – Csáki Tamás: Lajta Béla, Holnap Kiadó, Budapest, 2013, ISBN 9789633490402 (Az Építészet Mesterei-sorozat)
- Átadták a Mazsihisz Szeretetkórház felújított épületszárnyát (pestbuda.hu, 2022. szept. 15.)
- A felújítás végén a Szeretetkórház egy nagyon magas színvonalú geriátriai központ lesz (breuerpress.com, 2020. aug. 21.)
- Új tornyok az Amerikai úton – Megújult a Mazsihisz Szeretetkórházának főépülete (pestbuda.hu, 2021. szept. 1.)